# ぬけろ、メビウス!!
『ぬけろ、メビウス!!』（ぬけろ メビウス）は、2023年2月3日に公開された日本映画。監督は加藤慶吾、主演は坂ノ上茜。

## 概要
「敷かれたレールの上から降りていくことの難しさ」をテーマに、契約社員として働きながらも周囲の反対を押して大学受験に挑む24歳の女性と、彼女に関わる人々の人間模様を描く。撮影は2021年秋より開始。

## 製作
監督の加藤はコロナ禍において自分たちの生活基盤の脆さと家族の経済環境や教育、雇用状況における格差の存在を受けて、「世の中のあり方を問いかける作品を作り、届けること」という意義の下、本作の企画を2020年の夏に立ち上げた。

## キャスト
- 櫻川優子：坂ノ上茜
- 佐藤太一：細田善彦[2][3]
- 青山瑛斗：田中偉登[2][3]
- 木下奈月：松原菜野花[2][3]
- 優子の母：藤田朋子[4]
- 瑛斗の父：寺脇康文（特別出演）[4]
- 瑛斗の母：加藤貴子（特別出演）[4]
- 小料理店の常連客：吉岡そんれい[4]
- 上司：棚橋ナッツ[4]

## スタッフ
- 監督：加藤慶吾[1]
- 脚本：村上かのん[2][3]
- クリエイティブディレクター：真鍋光輔[2][3]
- 撮影：曽根剛[1]
- 主題歌：「生活」藤原さくら（SPEEDSTAR RECORDS）